# Miłko Gajdarski
Miłko Gajdarski (bułg. Милко Гайдарски, ur. 18 marca 1946 w Sofii  – zm. 23 grudnia 1989 tamże) – piłkarz bułgarski grający na pozycji obrońcy. W swojej karierze rozegrał 30 meczów w reprezentacji Bułgarii.

## Kariera klubowa
W swojej karierze piłkarskiej Gajdarski grał w klubach Spartak Sofia i Lewski Sofia.

## Kariera reprezentacyjna
W reprezentacji Bułgarii Gajdarski zadebiutował 24 czerwca 1967 roku w wygranym 3:2 towarzyskim meczu z Polską. W 1968 roku zagrał na Igrzyskach Olimpijskich w Meksyku i zdobył na nich srebrny medal. W 1970 roku zagrał dwóch meczach Mistrzostw Świata w Meksyku: z RFN (2:5) i z Marokiem (1:1). Od 1967 do 1971 roku rozegrał w kadrze narodowej 30 meczów.